# Louis XIV (jeu)
Pour les articles homonymes, voir Louis XIV (homonymie).
Louis XIV est un jeu de société créé par Rüdiger Dorn en 2005.
Pour 2 à 4 joueurs, à partir de 12 ans pour environ 90 minutes.

## Principe général
Les joueurs sont des membres de la cour qui rivalisent d'influence pour obtenir les faveurs des membres les plus éminents de la cour.

## Règle du jeu
- Voir Liens externes

## Contenu
- 90 cartes 	(20 + 12 + 8 cartes mission, 30 cartes d’influence, 12 cartes complot, 8 cartes argent)
- 64 jetons d’influence	(16 jetons pour chacune des 4 couleurs)
- 12 cartons personnage recto-verso
- 60 blasons	(10 x 6 blasons différents)
- 34 tuiles mission	(10 x couronne, 6 sceptres, 6 heaumes, 6 bagues, 6 lettres)
- 32 jetons argent	(22 x 1 Louis d’or, 10 x 5 Louis d’or)
- 1 marqueur Premier joueur
- 1 marqueur Louis XIV
- 1 pied de marqueur
- 1 Fascicule de règles

## Récompense
- Deutscher Spiele Preis 1re place en 2005